# Begonia bowerae
Espèce
Begonia bowerae est une espèce de plantes de la famille des Begoniaceae. Ce bégonia rhizomateux est originaire d'Oaxaca, au Mexique. L'espèce fait partie de la section Gireoudia ; elle a été décrite en 1950 par le botaniste Rudolf Christian Ziesenhenne et l'épithète spécifique, bowerae, signifie « de Bower », en hommage à Constance Bower, une productrice de bégonias qui a obtenu dans les années 1920 de nombreux cultivars à succès, notamment le Begonia bowerae 'Tiger'. Cette plante est à la base de plus de 130 cultivars.

## Description
Begonia bowerae est un bégonia rhizomateux originaire du Mexique. Il présente des petites feuilles vert pâle avec des taches brunes et frangées de poils. Les fleurs blanches sont groupées en cymes.
Il existe plusieurs variétés et de nombreux cultivars.
- Cultivars de Bégonia de Bower

"Cultivars
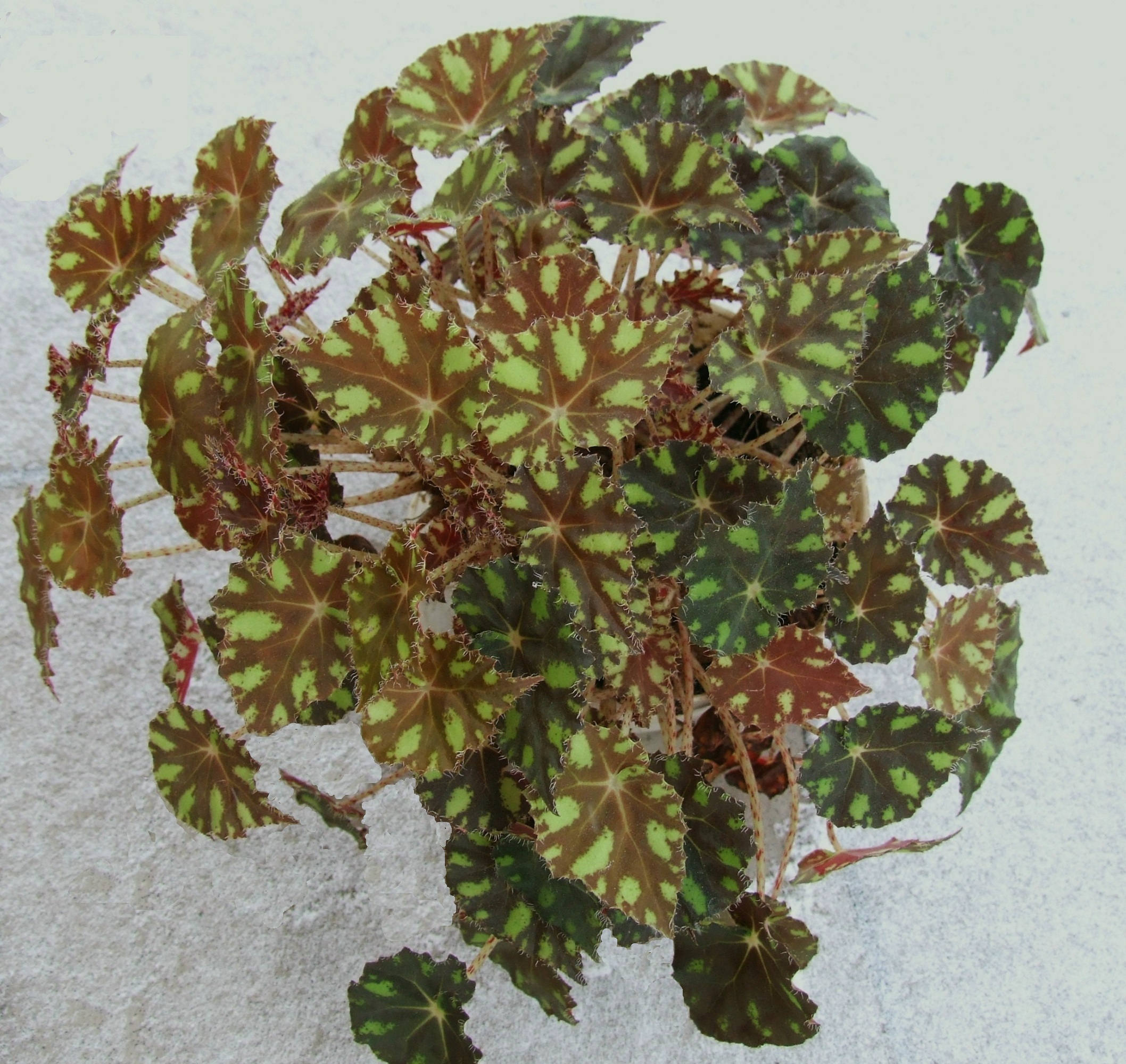
Begonia bowerae 'Tiger'
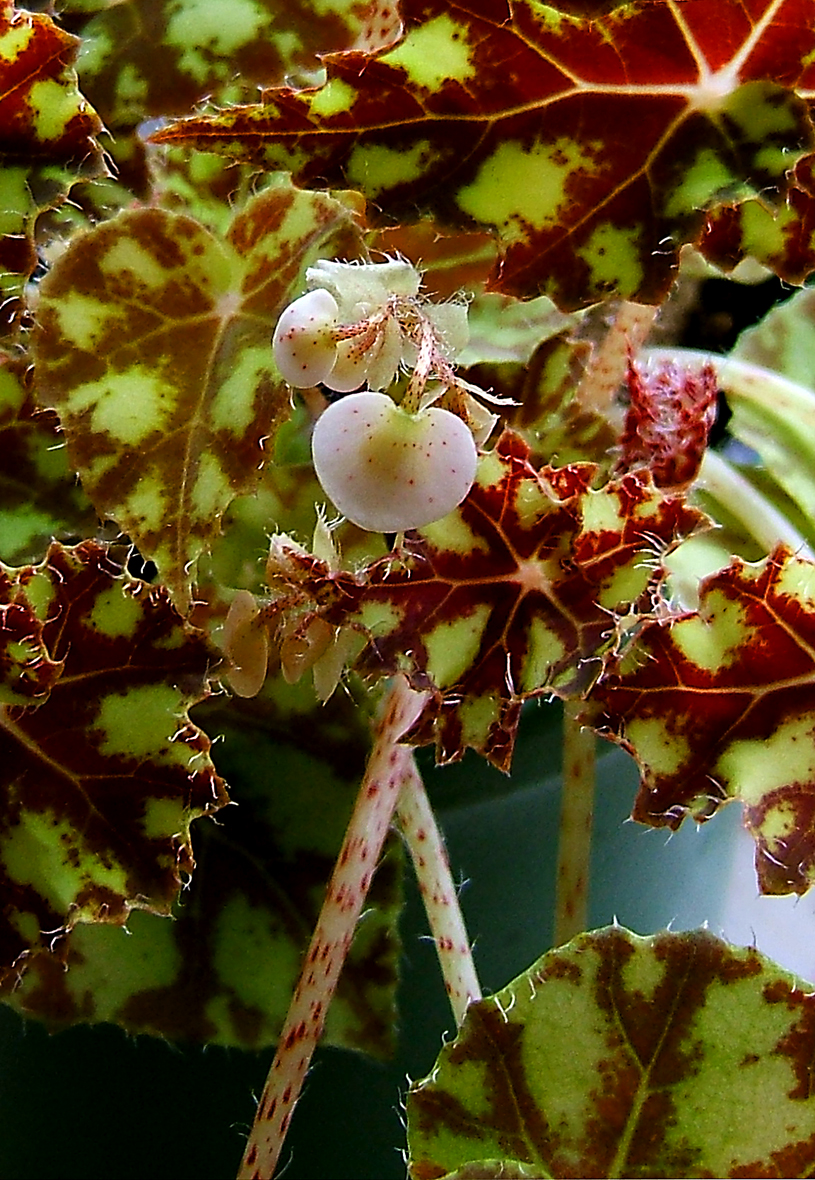
Begonia bowerae 'Tiger', détail
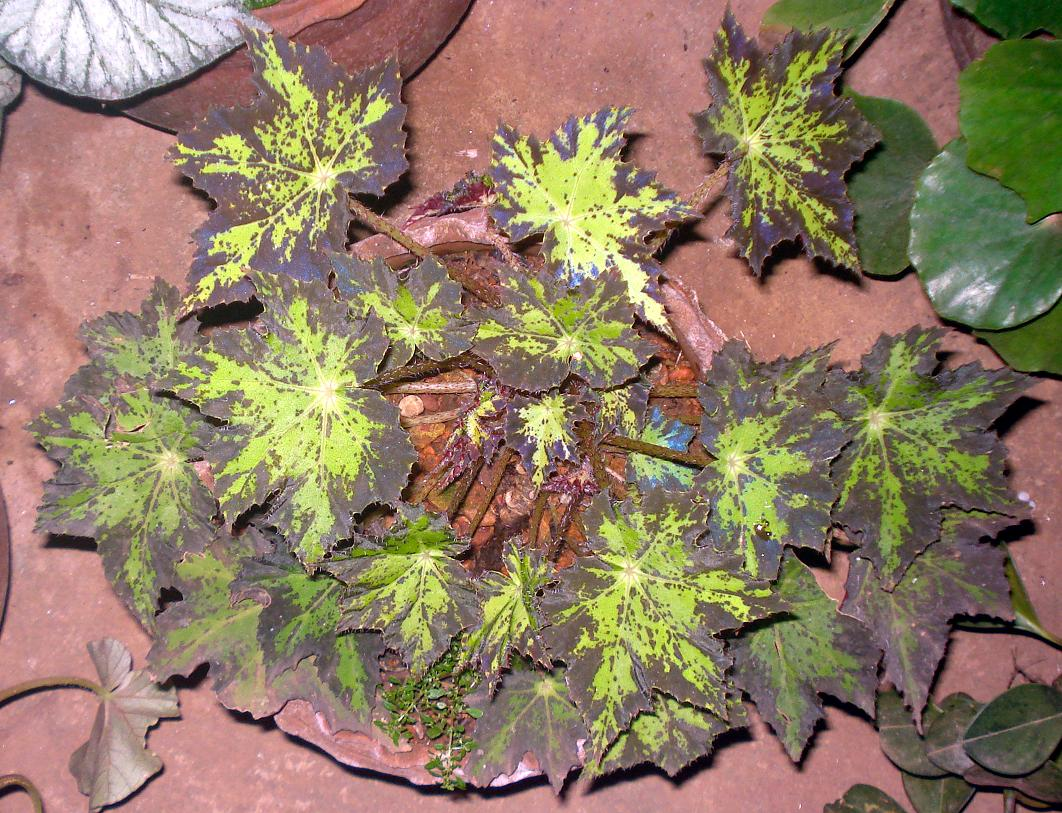
Begonia 'Cleopatra'

## Liste des variétés ou cultivars
Selon BioLib (27 octobre 2016) :
- culitvar Begonia bowerae 'Nigra'
- cultivar Begonia bowerae 'Tiger'

Selon Tropicos (27 octobre 2016) (Attention liste brute contenant possiblement des synonymes) :
- variété Begonia bowerae var. bowerae
- variété Begonia bowerae var. major Ziesenh.
- variété Begonia bowerae var. nigramarga Ziesenh.
- variété Begonia bowerae var. roseiflora Ziesenh.